# Позиції у футзалі

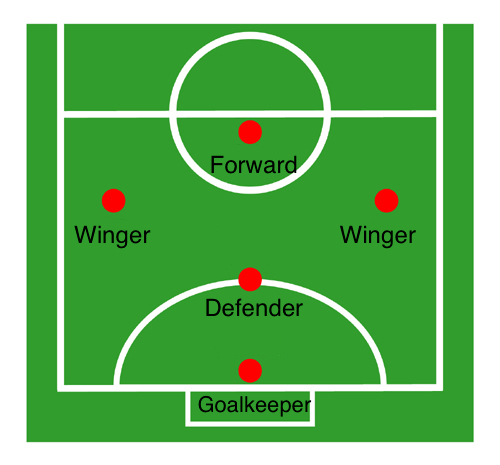
Позиції у футзалі

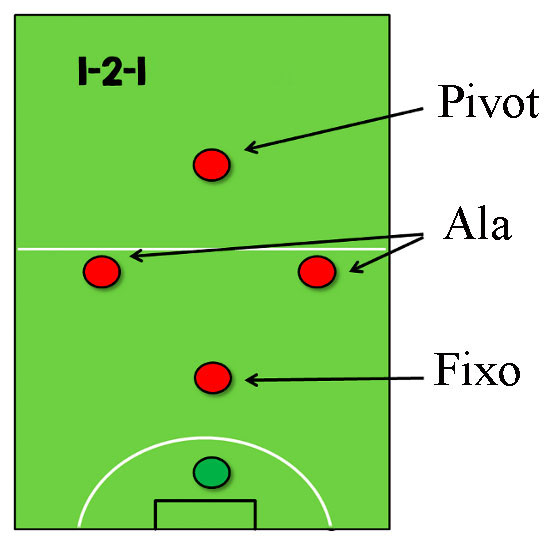
Назви позицій у футзалі португальською мовою.

Це список футзальних позицій з коротким поясненням того, що таке позиція і відомими гравцями, які на них діяли. Позиціонування цих гравців може бути пов'язане з використанням різних тактик під час гри.

## Воротар
Воротар — це найбільш спеціалізована позиція у футзалі (як і у багатьох інших видах спорту, де є ворота). Робота воротаря переважно полягає у захисних діях: захистити ворота команди від голу (завадити іншій команді забити). Воротар — це єдина позиція, визначена в правилах гри. Воротарі — єдині гравці, яким дозволено торкатися м'яча своїми руками, однак вони обмежені цим лише у межах свого штрафного майданчика; з цієї причини вони повинні носити форму, яка відрізняє їх від інших польових гравців і рефері.

### Відомі воротарі
- Луїс Амадо
- Хесус Клаверіа
- Сергій Зуєв
- Сомкід Чуента
- Тьягу
- Мостафа Назарі
- Пако Седано

## Захисник
Захисник — це польовий гравець, основна роль якого полягає в тому, щоб завадити супернику забити. Захисні формації, наприклад, 2-1-1, дозволяють акцентувати гру команди на захист і мати кращі шансів, щоб не допустити взяття своїх воріт. Він забезпечує баланс у грі, повинен мати хороший пас і сильний удар з дальньої дистанції. Від захисника великою мірою залежить позиційний баланс з точки зору оборони.

### Відомі захисники
- Кіке
- Хуліо
- Шумахер
- Карлос Ортіс Хіменес
- Слободан Райчевич
- Жорді Торрас

## Вінгер

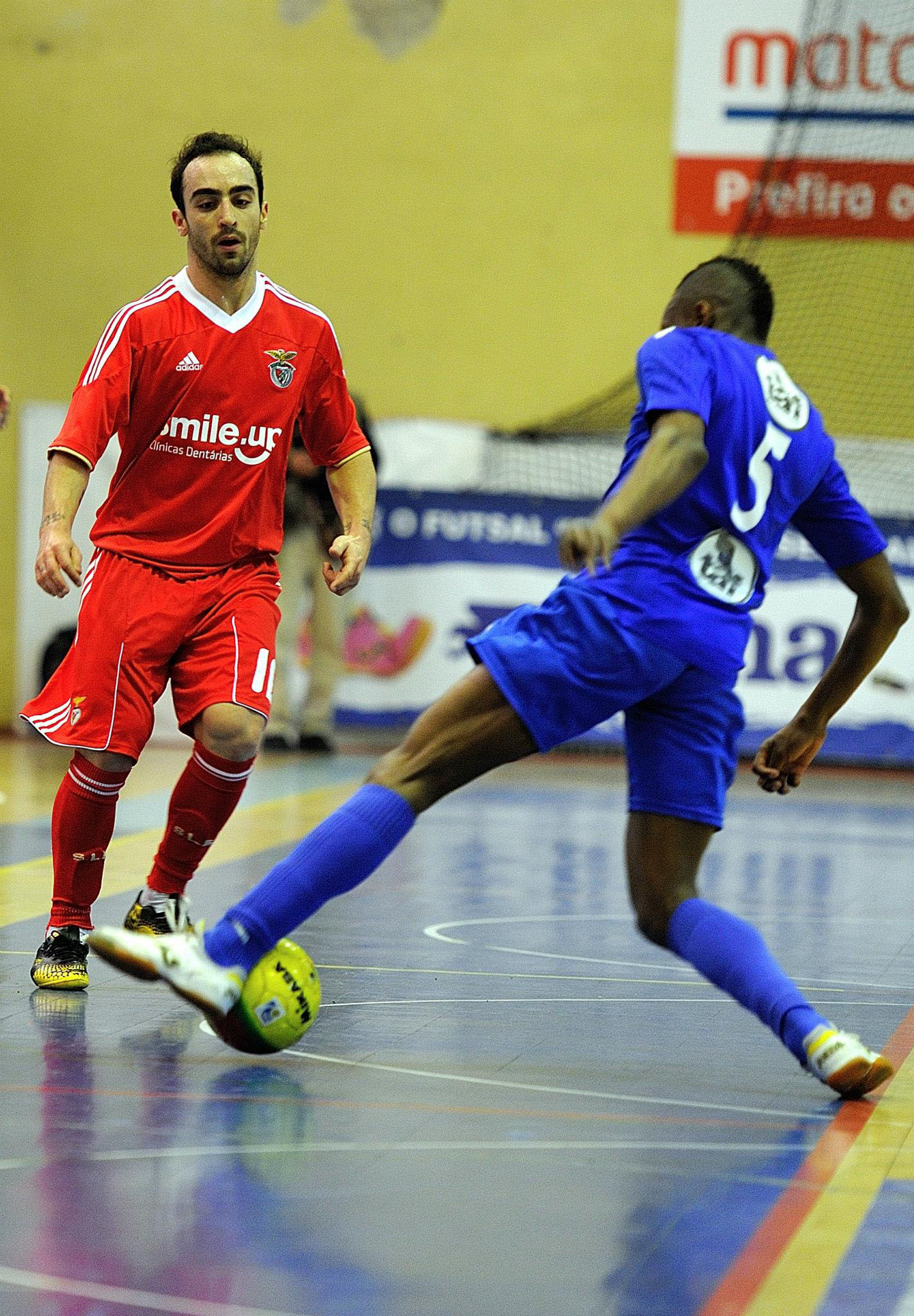
Португальський правий вінгер Рікардінью

Вінгер (англ. winger — фланговий) — це гравець, який постійно рухається вперед і назад по флангах майданчика (лівий вінгер і правий вінгер), виконуючи як захисні, так і атакувальні функції. Ця позиція не настільки атакувальна, як нападник, але і не настільки захисна, як захисник. Повинен ефективно діяти в ситуаціях 1х1, мати хороший пас, розташовуватися якомога ближче до бокових ліній, щоб забезпечувати ширину гри та кути для передач на нападника. В ідеалі вінгер повинні добре володіти обома ногами та швидко перемикатися між фазами захисту і нападу.

### Відомі вінгери
- Фалкао
- Хаві Родрігес
- Рікардінью
- Адріано Фолья
- Вінісіус

## Нападник
Нападник (порт. pivot), також відомий як форвард або топмен — гравець, який на полі розташований найближче до воріт супротивника (подібно до центрфорварда у футболі). Повинен добре завершувати атаки та читати гру. Може грати спиною до воріт, вміє закривати м'яч корпусом. Саме він має забезпечувати глибину гри.

### Відомі нападники
- Вахід Шамсаї
- Костянтин Єременко
- Пауло Роберто
- Мануел Тобіас
- Ленісіо
- Супхавут Туенанкланг

## Універсал
Деякі гравці можуть грати будь-де. Крім воротаря, який переважно перебуває в штрафному майданчику, інші гравці, такі як захисники, вінгери і нападники, можуть вільно рухатися по всій площі майданчика. Це дозволяє робити більший акцент на захисних або атакувальних діях, коли це необхідно.

### Відомі універсали
- Родолфо Фортіно